# هاري هولم
هاري هولم (بالدنماركية: Harry Holm)‏ هو لاعب جمباز فني دنماركي، ولد في 14 سبتمبر 1902 في راندرس في الدنمارك، وتوفي في 25 ديسمبر 1987 في إيسبيرغ في الدنمارك.

## وصلات خارجية
- هاري هولم على موقع أوليمبيديا (الإنجليزية)